# اوراکامی تنشودو
کلیسای جامع ایده‌آل، ناگاساکی یا اوراکامی تنشودو Urakami Tenshudō(ژاپنی: 浦上天主堂) یک کلیسای جامع کلیسای کاتولیک رومی واقع در موتوماچی، ناگاساکی، ژاپن است.